# Banque des règlements internationaux
Pour les articles homonymes, voir BRI et BIS.
La Banque des règlements internationaux (BRI, en anglais Bank for International Settlements,  BIS) est une organisation financière internationale créée en 1930 sous la forme juridique d'une société anonyme, dont les actionnaires sont des banques centrales, située à Bâle en Suisse. Elle se définit comme étant la « banque des banques centrales » dans son rapport annuel et est qualifiée, par quelques organes de presse, de « banque centrale des banques centrales ». Sa principale mission est de favoriser la coopération entre banques centrales et elle joue un rôle déterminant dans la gestion des réserves de devises de ces institutions.
Elle héberge entre autres le Comité de Bâle.

## Histoire

### Fondation

Session de la conférence de La Haye 1929/30 au cours de laquelle le plan Young a été adopté.

Première institution financière mondiale au regard de l'histoire économique, la BRI est née le 20 janvier 1930 à La Haye d'un accord intergouvernemental entre l'Allemagne, la Belgique, les États-Unis, la France, la Grande-Bretagne, l'Italie, le Japon, et la Suisse. Elle ouvre officiellement ses bureaux à Bâle le 17 mai 1930.
Le but originel de la BRI est premièrement de faciliter le règlement des réparations imposées à l'Allemagne par le traité de Versailles de 1919 après la Première Guerre mondiale, et d'agir en tant que représentant-médiateur des créances dues par ce pays dans le cadre du plan Young, lesquelles créances étaient suspendues (ou en défaut de paiement) ; deuxièmement, de faciliter les relations interbancaires au moment même où les conséquences de la crise de 1929 affectent l'ensemble du monde financier. L'idée de cette institution avait été soumise par le comité Young dès avril 1929, approuvée à La Haye la même année en août, puis définitivement entérinée en novembre lors de la Conférence internationale interbancaire à Baden-Baden. La charte de La Haye de janvier 1930 précise que la BRI en tant que société anonyme peut ouvrir son capital non seulement à des banques, mais aussi à des individus et des organisations non gouvernementales. Toutefois, les droits de vote lors des réunions opérationnelles sont réservés aux seules banques centrales des pays dans lesquels les parts ont été souscrites. Un accord avec la Suisse a été passé pour que ce pays héberge le siège de la BRI qui se trouve actuellement dans la Tour de la BRI; de même, ses filiales et représentants bénéficient d'une forme d'immunité au sein des pays contractants (Protocole de Bruxelles, 1936).

### Le Plan Dawes
Devant l'impossibilité pour l'Allemagne de régler le montant de ses réparations dues au titre du Traité de Versailles, un banquier américain, Charles Dawes, propose un plan en aménageant les annuités de paiement et en lançant le premier emprunt international à 7 % d'intérêt et de 25 ans de maturité pour un montant de 800 millions de marks garanti par une dizaine de pays. On fait alors appel à Pierre Quesnay pour assister le docteur Zimmermann, haut-commissaire de la Société des Nations en Autriche.
La reprise économique de la fin des années 1920 et les exportations allemandes vers les États-Unis ont permis de rétablir l'économie allemande et de stabiliser la valeur du mark. L'Allemagne peut alors reprendre le paiement de ses dettes.

### Un rôle disputé (1933-1948)
Cette mission première devient rapidement caduque : le moratoire Hoover suspend tout règlement intergouvernemental en juin 1931, puis abandonne le recouvrement du principal en juillet 1932 lors de la conférence de Lausanne, le ramenant à seulement 5 milliards de marks-or payables au bout de trois ans. La BRI est alors surnommée la « Banque Réellement Inutile ».
Aussi, dès 1933, la BRI se concentre sur sa seconde mission, renforcer la coopération entre banques centrales signataires. Elle se matérialise par des réunions régulières d'où peuvent émerger des solutions financières. Par exemple, dès la fin des années 1930, la BRI, face à la menace de guerre, aide les pays d'Europe centrale à faire transiter leurs réserves d'or par bateaux vers Londres et New York. Néanmoins, la BRI commet une grave erreur d'interprétation, en effectuant en mars 1939 le transfert de 23 tonnes d'or tchécoslovaque depuis Londres vers la Reichsbank, et ce, après l'invasion de la Tchécoslovaquie par l'Allemagne nazie.
Avec l'entrée en guerre en septembre 1939, le conseil d'administration de la BRI dirigé par Roger Auboin décide de suspendre ses réunions et d'adopter une position neutre de principe. Cependant, alors que les hostilités continuent, les Alliés découvrent que la BRI conduit des transactions au bénéfice du Reich, en permettant notamment aux allemands de revendre les stocks d'or pillé aux juifs ainsi qu'aux nations envahies telles que la Hongrie ou la Tchécoslovaquie. Londres et Washington demandent à la BRI de suspendre toute transaction avec l'Allemagne, et un climat de suspicion s'installe entre la BRI et les Alliés.

Première réunion (officieuse) de la BRI en 1931.

C'est pourquoi, à l'issue des Accords de Bretton Woods en juillet 1944, les signataires européens et américains recommandent « la liquidation de la BRI au plus tôt », le plus virulent opposant étant Henry Morgenthau, mais contre l'avis, favorable, de John Maynard Keynes, chef de la délégation britannique. En août, la dissolution de la BRI est approuvée, toutefois elle ne sera jamais officialisée. En avril 1945, le président américain Harry S. Truman et le gouvernement britannique reportent l'application de cette décision, puis l'annulent définitivement en 1948.

### Reconstruction européenne et nouvelles missions
Après la Seconde Guerre mondiale, la BRI se concentre sur le champ européen. Elle agit en qualité de médiateur au sein de l'Union européenne des paiements (European Payments Union, 1950-1958), qui consiste en un accord de compensation intra-européen destiné à aider les pays européens à rétablir la convertibilité de leurs monnaies et le libre échange. Dans les années 1960, durant une période de relative stabilité des taux de change, la BRI devient le lieu d'une coopération monétaire efficace entre l'Europe et l'Amérique. Elle aide les États-Unis en situation de dollar glut à récupérer des dollars américains des marchés européens grâce aux bons Roosa, dont elle se porte acquéreur. En juin 1966 et juillet 1968, le premier et second Sterling Group Arrangements permettent à la livre sterling de résister face au dollar américain, en dépit de tensions sur les marchés. Dix pays appelés « G10 » forment au sein de la BRI le groupe le plus prépondérant.
La fin du système de Bretton Woods en 1971-1973, le retour aux taux de change flottants, inaugurent une période de grande instabilité. De graves crises bancaires comme la disparition de la Bankhaus Herstatt en 1974, mettent en lumière la nécessité de revoir la politique interbancaire au niveau international. Les gouverneurs des banques du G10 fondent alors le Basel Committee on Banking Supervision (BCBS), plus connu sous le nom de Comité de Bâle, toujours actif de nos jours. Le BCBS s'implique régulièrement en tant que force de régulation à travers divers protocoles ou concordats. En 1982, la BRI joue un rôle prépondérant dans le règlement de la dette latino-américaine.
Entre 1964 et 1993, la BRI délègue auprès du Conseil européen un représentant du Comité des gouverneurs des banques centrales des pays membres de la CEE. Elle héberge ainsi le Comité Delors (1988) qui prépare à l'Union monétaire européenne. En 1993, le Comité des gouverneurs devient le European Monetary Institute (en), préfiguration de la Banque centrale européenne (1997), dont le siège passe de Bâle à Francfort.
Dans les années 1990-2000, la BRI délaisse le champ des affaires européennes pour s'ouvrir aux gouvernances financières latino-américaines et asiatiques. On passe de 33 membres en 1995 à 60 en 2013, représentant 95 % du PNB mondial. En plus des locaux à Bâle dont la Tour de la BRI , deux bureaux de représentation ouvrent à l'étranger : le premier à Hong Kong en 1998, le deuxième à Mexico en 2002.
En 2021, la BRI lance un deuxième fonds d'obligations vertes, en euros. Ce fonds vise à faciliter les placements dans la finance durable.

## Rôles et missions actuelles
La BRI a pour fonctions :
- d'assister les banques centrales dans leur poursuite de la stabilité monétaire et financière ;
- d'accueillir la coopération internationale dans ces domaines ;
- d'agir en tant que banque des banques centrales.

La réunion bimestrielle du conseil d'administration, où se rencontrent les gouverneurs des grandes banques centrales, permet ainsi une discussion informelle des politiques monétaires et financières des grands pays.
Elle héberge différents comités traitant des grands sujets financiers : Comité de Bâle sur le contrôle bancaire, Comité sur le système financier mondial, Comité sur les paiements et les infrastructures de marché, Comité des marchés, Comité Irving Fischer[C'est-à-dire ?] sur les statistiques de banques centrales et Groupe de gouvernance des banques centrales. Elle prépare par exemple des accords au niveau du comité de Bâle qui précisent un certain nombre de règles prudentielles (en) (ratio de solvabilité, etc.) applicables à l'ensemble des banques commerciales de la planète : les accords de Bâle, dont les derniers, les accords de Bâle III.
La BRI centralise aussi la collecte et assure la publication de nombreuses données statistiques[pourquoi ?] sur l'activité bancaire et les marchés financiers.
La BRI héberge en outre :
- le Conseil de stabilité financière (CSF), depuis 2009, association constituée des ministères des Finances, des banques centrales et d’autres autorités financières de 24 pays, coordonne au niveau international les travaux menés par les autorités nationales et les instances de normalisation internationales, et élabore des documents d’orientation en vue de renforcer la stabilité financière ;
- l’Association internationale de protection des dépôts (IADI, International Association of Deposit Insurers (en)) fixe les normes mondiales applicables aux systèmes d’assurance des dépôts et encourage la coopération sur les mécanismes de protection des dépôts et de résolution bancaire ;
- l’Association internationale des contrôleurs d’assurance (IAIS, International Association of Insurance Supervisors (en)) définit des normes pour le contrôle du secteur de l’assurance de façon à promouvoir la cohérence de ce contrôle sur le plan mondial.

Enfin, l'Institut pour stabilité financière (FSI, Financial Stability Institute (en)) de la BRI facilite depuis 2009 la diffusion des travaux des instances de normalisation auprès des banques centrales et organismes de surveillance et de réglementation du secteur financier dans le cadre d’un vaste programme de réunions et de séminaires, et au moyen de didacticiels en ligne.

## Organisation

### Actionnariat
Le capital de la BRI est composé d'actions appartenant, depuis le dernier élargissement de 2011, à 60 banques centrales, les institutions et personnes privées en étant exclues depuis 2000.
Ce capital est divisé en 600 000 actions, dont la moitié appartiennent aux banques centrales d’Allemagne, d’Angleterre, de Belgique, de France, d’Italie et des États-Unis d’Amérique, ou tout autre établissement financier de ce dernier État. Ce sont les gouverneurs de ces six banques centrales qui se partagent la direction de la BRI, avec les gouverneurs des banques centrales du Brésil, du Canada, de Chine, de l'Inde, du Japon, du Mexique, des Pays-Bas, de Suède et de Suisse, et le président de la Banque centrale européenne.
Au 31 mars 2017, son actif s'établissait à 242,2 milliards de droits de tirage spéciaux (Special Drawing Rights).
Les 63 membres sont :
- Banque centrale sud-africaine
- Banque d'Algérie
- Deutsche Bundesbank
- Agence monétaire de l'Arabie saoudite
- Banque centrale d'Argentine
- Reserve Bank of Australia
- Oesterreichische Nationalbank
- Banque nationale de Belgique
- Banque centrale de Bosnie-Herzégovine
- Banque centrale du Brésil
- Banque nationale de Bulgarie
- Banque du Canada
- Banque centrale du Chili
- Banque populaire de Chine
- Banque de la République de Colombie
- Banque de Corée
- Banque nationale de Croatie
- Banque nationale du Danemark
- Banque centrale des Émirats arabes unis
- Banque d'Espagne
- Banque d'Estonie
- Réserve fédérale des États-Unis
- Banque centrale européenne
- Banque de Finlande
- Banque de France
- Banque de Grèce
- Hong Kong Monetary Authority
- Magyar Nemzeti Bank
- Banque de réserve de l'Inde
- Banque d'Indonésie
- Central Bank and Financial Services Authority of Ireland
- Banque centrale d'Islande
- Banque d’Israël
- Banque d'Italie
- Banque du Japon
- Banque centrale du Koweït
- Banque de Lettonie
- Banque de Lituanie
- Banque centrale du Luxembourg
- Banque nationale de la République de Macédoine
- Bank Negara Malaysia
- Banque centrale du Maroc
- Banque du Mexique
- Banque centrale de Norvège
- Banque de réserve de la Nouvelle-Zélande
- Banque des Pays-Bas
- Banque centrale de réserve du Pérou
- Banque centrale des Philippines
- Banque nationale de Pologne
- Banque du Portugal
- Banque nationale de Roumanie
- Banque d'Angleterre
- Banque centrale de la fédération de Russie
- Banque nationale de Serbie
- Autorité monétaire de Singapour
- Banque nationale de Slovaquie
- Banque de Slovénie
- Banque de Suède
- Banque nationale suisse
- Banque nationale tchèque
- Banque de Thaïlande
- Banque centrale de la République de Turquie
- Banque d'État du Viêt Nam

Le 10 mars 2022, à la suite de l'invasion de l'Ukraine, la Banque centrale russe, membre depuis 1996, est suspendue de la Banque des règlements internationaux ; en pratique, la banque centrale russe n'a plus accès à aucun service de la banque, et n'est plus conviée aux réunions entre banques centrales,. Certains analystes doutaient pourtant, la semaine précédente, de la capacité de la BRI à exclure la Russie.

### Conseil d'administration
Le conseil d'administration est responsable de la direction stratégique et politique de l'institution.
Au 10 février 2022, les membres du conseil d'administration sont :
- François Villeroy de Galhau, président
- Stefan Ingves, vice-président
- Andrew Bailey
- Roberto Campos Neto
- Shaktikanta Das
- Thomas Jordan
- Klaas Knot (en)
- Haruhiko Kuroda
- Christine Lagarde
- Juyeol Lee
- Tiff Macklem
- Joachim Nagel
- Jerome Powell
- Victoria Rodríguez Ceja
- Ignazio Visco
- John C. Williams (en)
- Pierre Wunsch
- Yi Gang

### Directeur général
Le directeur général gère l'institution selon les politiques adoptées par son conseil d'administration.
Les directeurs généraux successifs de la BRI sont :
- Pierre Quesnay (1930-1937)
- Roger Auboin (1938-1958)
- Guillaume Guindey (1958-1963)
- Gabriel Ferras (1963-1971)
- René Larre (1971-1981)
- Gunther Schleiminger (1981-1985)
- Alexandre Lamfalussy (1985-1993)
- Andrew Crockett (1994-2003)
- Malcolm Knight (2003-2008)
- Jaime Caruana (2009-2017)
- Agustín Carstens (2017-)

### Spécificités
La BRI bénéficie en Suisse d'une immunité de juridiction tandis que ses cadres ainsi que les représentants des banques centrales bénéficient d'une forme d'immunité diplomatique.
En 2021, elle emploie 600 agents, ressortissants de 60 pays,.